# Інґо Ноймюллер
Інґо Ноймюллер (нім. Ingo Neumüller; нар. 1 січня 1979) — колишній австрійський тенісист.
Найвищу одиночну позицію світового рейтингу — 462 місце досяг 17 серпня 1998, парну — 587 місце — 9 березня 1998 року.

## Титули ITF Ф'ючерс

### Парний розряд: (1)
| Ранг | Дата     | Турнір                         | Покриття | Партнер          | Суперники             | Рахунок  |
| ---- | -------- | ------------------------------ | -------- | ---------------- | --------------------- | -------- |
| 1.   | Лип 2003 | Австрія F3, Зеефельд-ін-Тіроль | Ґрунт    | Томас Вайндорфер | Карел Луган Їржі Нови | 6–4, 6–3 |